# Schulzentrum

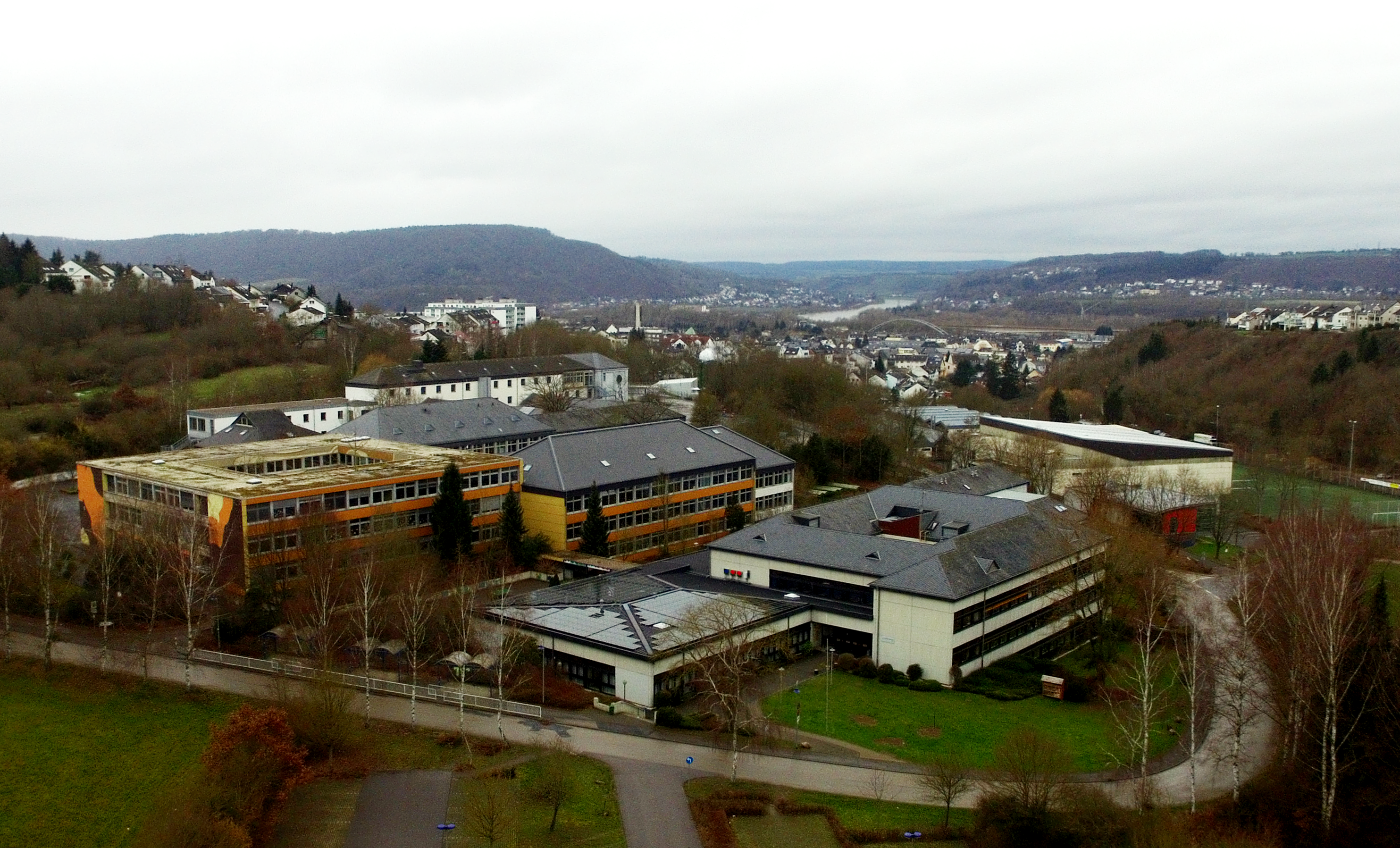
Schulzentrum Konz, ursprünglich gebaut für Gymnasium (vorne rechts), Hauptschule (Mitte) und Realschule (oben)

Als ein Schulzentrum wird im Allgemeinen eine Ansammlung verschiedener Schulen auf einem Gelände bezeichnet. So können sich beispielsweise eine Grundschule, eine Realschule und ein Gymnasium ein Gelände teilen. Sind Hauptschule, Realschule und Gymnasium räumlich und organisatorisch miteinander verbunden, spricht man von kooperativer Gesamtschule.
Derartige Schulzentren bringen den Vorteil mit sich, dass der komplette Bildungsweg eines Schülers auf einem Gelände stattfinden kann, da dieser nach Abschluss der Grundschule beispielsweise auf eine benachbarte weiterführende Schule wechseln kann. Auch wenn die einzelnen Schulen nicht organisatorisch miteinander verbunden sind, so können bestimmte Einrichtungen oder Gebäude (Sportplatz, Turnhalle, Schwimmbad, Bibliothek …) gemeinsam genutzt werden. Hierdurch lassen sich Kosten einsparen und es ist eine tendenziell bessere Ausstattung möglich.
Weitere Vorteile sind unter anderem, dass die entsprechende Stadt oder Kommune nur einen Ort für öffentliche Verkehrsmittel erreichbar machen muss und nicht mehrere oder dass Schüler, die auf eine andere Schulform wechseln müssen, eine benachbarte Schule besuchen können und so ihr soziales Umfeld nicht verlassen müssen.
In Westdeutschland entstanden viele Schulzentren in den 1970er Jahren, als im Zuge der Bildungsreform die Zahl der Schüler, die eine Realschule oder ein Gymnasium, besuchten stieg und viele entsprechende Schulen neu gegründet wurden. Es bot sich an, die dafür ohnehin notwendigen Neubauten in Form eines Schulzentrums zu errichten, oftmals in Verbindung mit der ohnehin erfolgten Ausweisung von Neubaugebieten, so dass zu einem neuen Stadtviertel auch gleich die dafür erforderlichen Schulen eingerichtet werden konnten. Im ländlichen Raum konnten durch Schulzentren leichter den neuen Anforderungen entsprechende Bauten geschaffen werden und der Transport der Schüler mit Schulbussen vereinfachte sich da diese nun alle ein gemeinsames Ziel hatten.
Eine Mittelpunktschule besteht in der Regel aus einer  Grund-, einer  Haupt- und einer Realschule.